# Vincenzo Baviera
Vincenzo Baviera, né le 28 juillet 1945 à Zurich, est un sculpteur suisse.

## Biographie
Vincenzo Baviera a d'abord étudié l'architecture à l'École polytechnique fédérale de Zurich, puis la psychologie sociale et l'ethnologie à l'Université de Zurich.
En 1984, il devient professeur de sculpture à l'école d'arts d'Offenbach-sur-le-Main. En 1988, il reçoit le prix de la médaille Kainz. Il est ensuite conférencier à l'École polytechnique fédérale de Zürich de 1991 à 1995 et fait un séjour dans une résidence d'artiste à Guernesey.

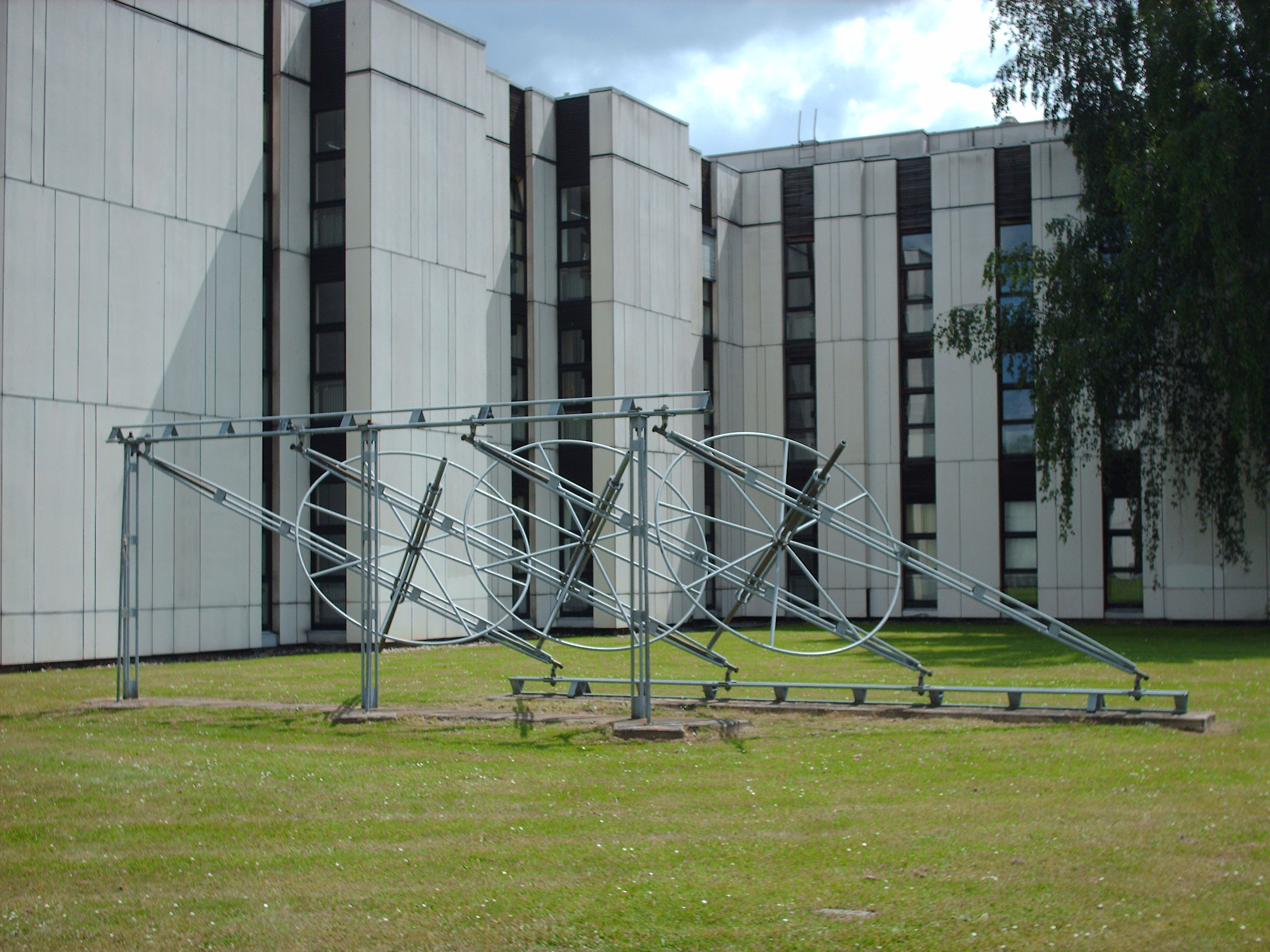
Räderwerk Nord (Engrenage Nord), 1986-1989, Université de Giessen
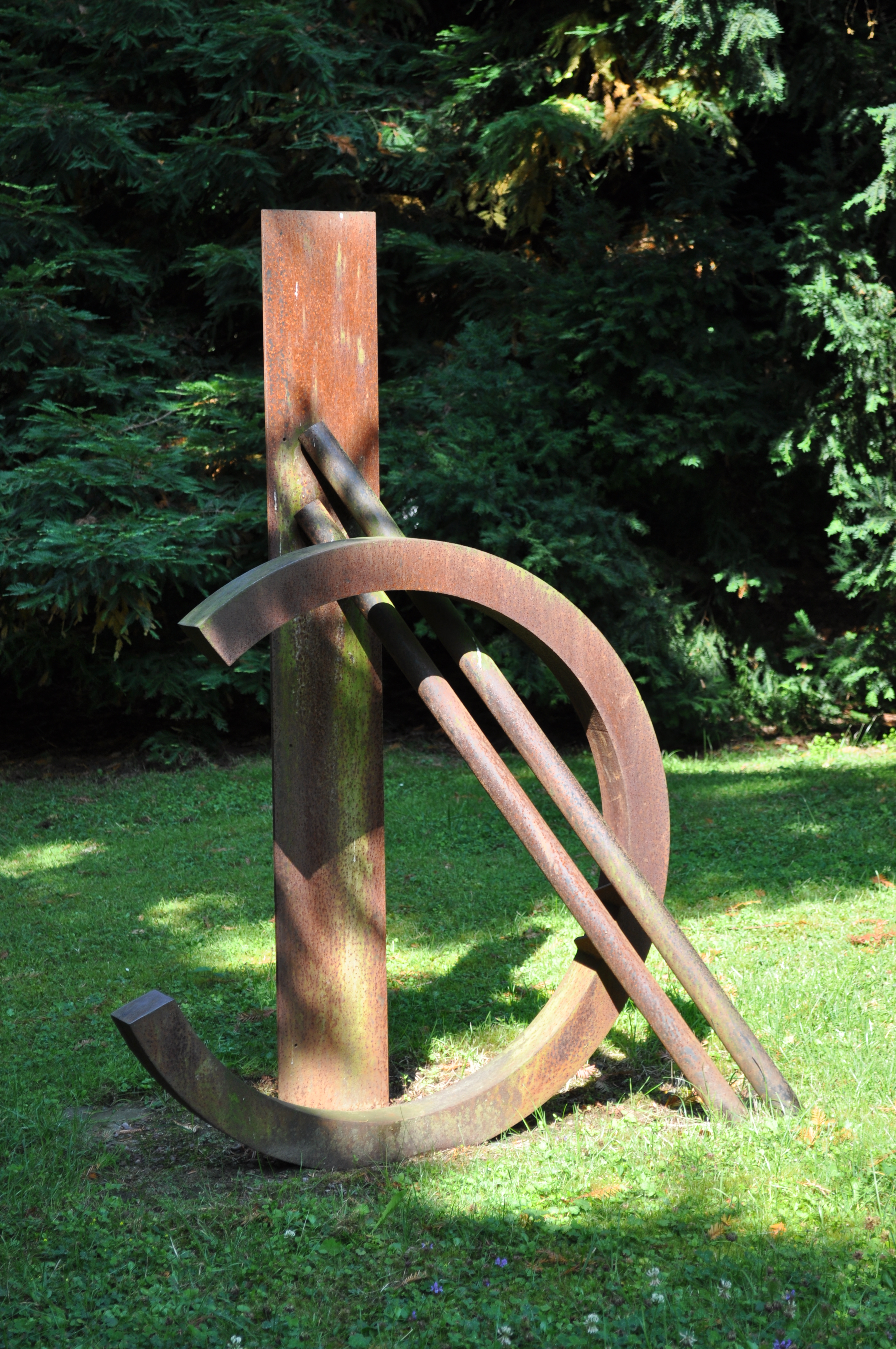
Sans titre, 1993, Bad Soden am Taunus
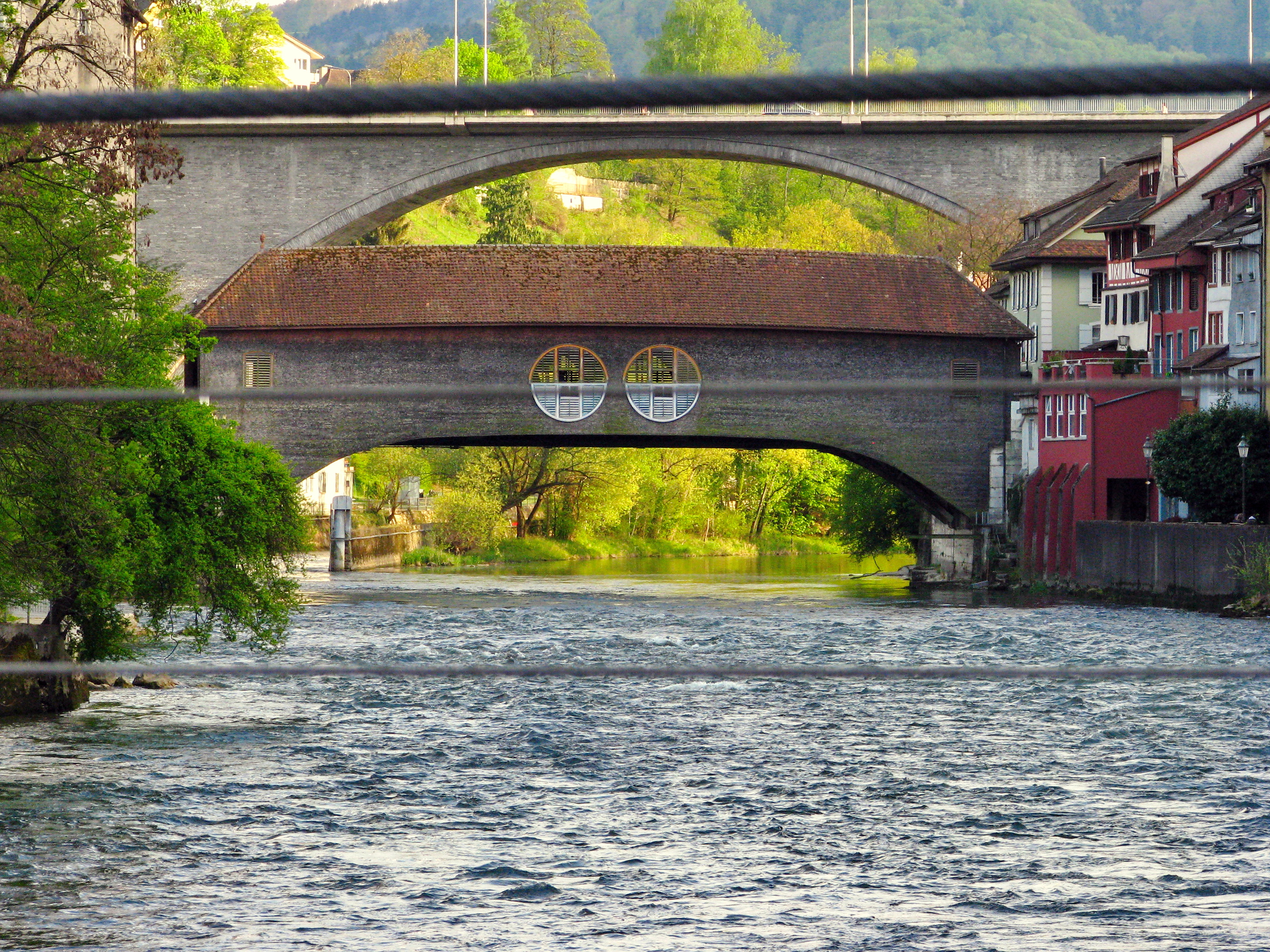
Observatoire sur le Limmat, Baden (Argovie)